# Klamath County
Klamath County ist ein County im US-Bundesstaat Oregon. Das U.S. Census Bureau hat bei der Volkszählung 2020 eine Einwohnerzahl von 69.413 ermittelt. Der Verwaltungssitz (County Seat) ist Klamath Falls.
Das County hat eine Fläche von 15.892 Quadratkilometern; davon sind 496 Quadratkilometer (9,12 Prozent) Wasserfläche.

## Geschichte
Das County wurde am 17. Oktober 1882 gegründet. Der Name geht auf den Indianerstamm der Klamath zurück.
Im County liegen zwei National Historic Landmarks, die Crater Lake Superintendent’s Residence und das Lower Klamath National Wildlife Refuge. 28 Bauwerke und Stätten des Countys sind im National Register of Historic Places (NRHP) eingetragen (Stand 13. Juni 2018).

## Demografische Daten

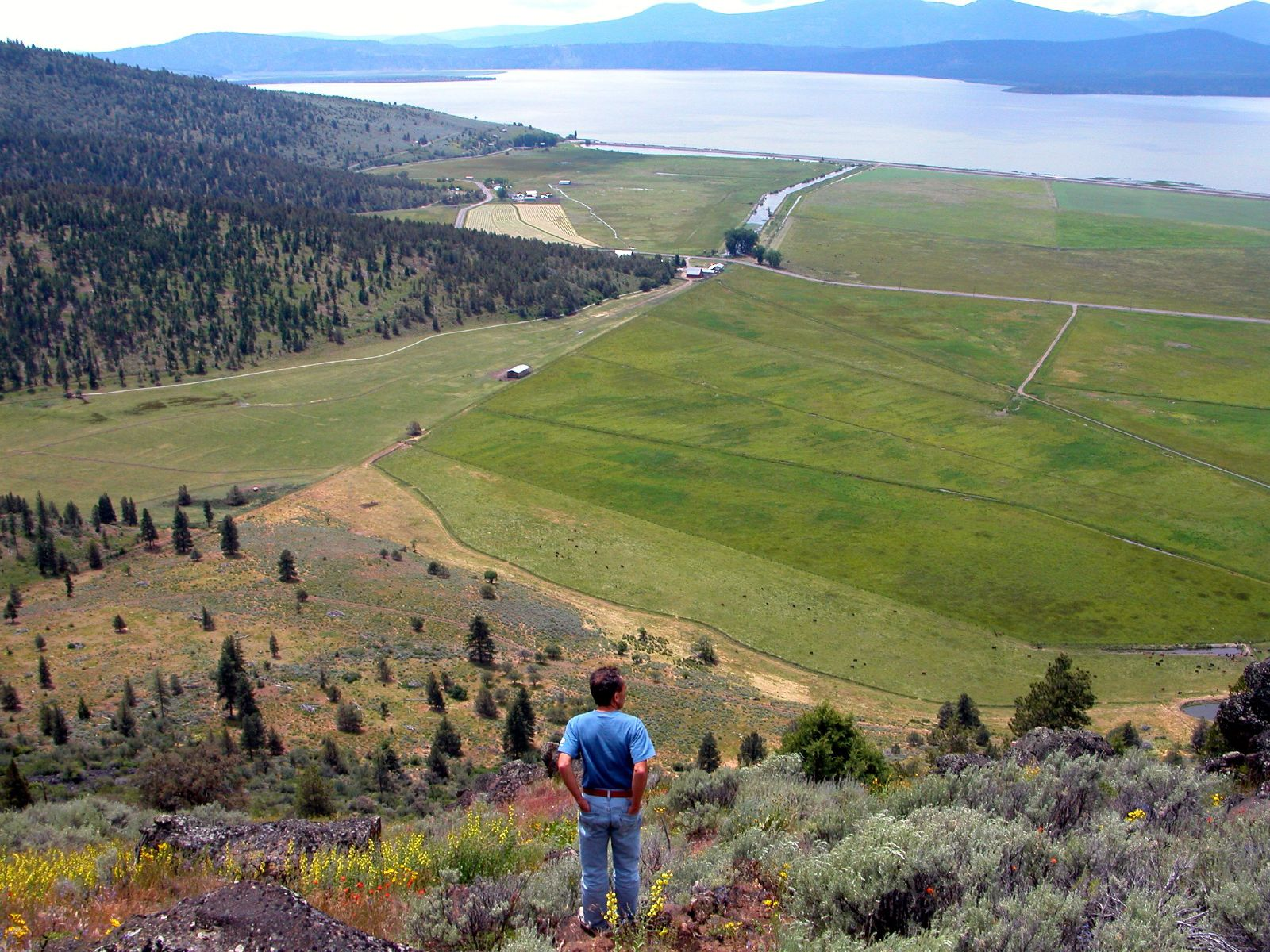
Upper Klamath Lake

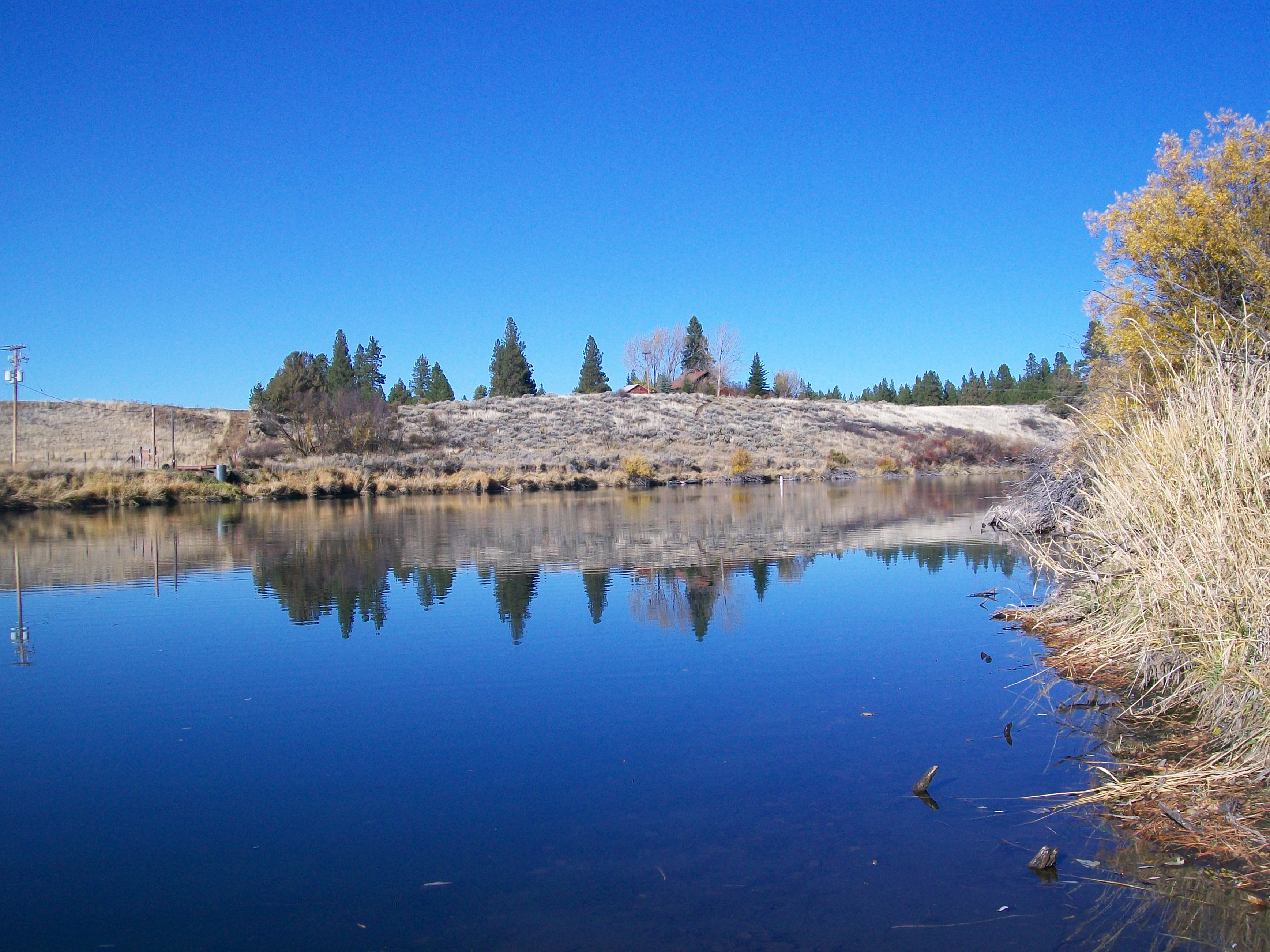
Der Williamson River

Nach der Volkszählung im Jahr 2000 lebten im County 63.775 Menschen. Es gab 25.205 Haushalte und 17.290 Familien. Die Bevölkerungsdichte betrug 4 Einwohner pro Quadratkilometer. Ethnisch betrachtet setzte sich die Bevölkerung zusammen aus 87,33 % Weißen, 0,63 % Afroamerikanern, 4,19 % amerikanischen Ureinwohnern, 0,80 % Asiaten, 0,12 % Bewohnern aus dem pazifischen Inselraum und 3,45 % Prozent aus anderen ethnischen Gruppen; 3,47 % stammten von zwei oder mehr ethnischen Gruppen ab. 7,78 % der Bevölkerung waren spanischer oder lateinamerikanischer Abstammung.
Von den 25.205 Haushalten hatten 30,30 % Kinder und Jugendliche unter 18 Jahre, die bei ihnen lebten. 54,20 % waren verheiratete, zusammenlebende Paare, 10,00 % waren allein erziehende Mütter. 31,40 % waren keine Familien. 25,30 % waren Singlehaushalte und in 10,40 % lebten Menschen im Alter von 65 Jahren oder darüber. Die Durchschnittshaushaltsgröße betrug 2,49 und die durchschnittliche Familiengröße lag bei 2,95 Personen.
Auf das gesamte County bezogen setzte sich die Bevölkerung zusammen aus 25,80 % Einwohnern unter 18 Jahren, 8,60 % zwischen 18 und 24 Jahren, 25,50 % zwischen 25 und 44 Jahren, 25,20 % zwischen 45 und 64 Jahren und 14,90 % waren 65 Jahre alt oder darüber. Das Durchschnittsalter betrug 38 Jahre. Auf 100 weibliche Personen kamen 100,10 männliche Personen, auf 100 Frauen im Alter ab 18 Jahren kamen statistisch 97,30 Männer.
Das jährliche Durchschnittseinkommen eines Haushalts betrug 31.537 USD, das Durchschnittseinkommen der Familien betrug 38.171 USD. Männer hatten ein Durchschnittseinkommen von 32.052 USD, Frauen 22.382 USD. Das Prokopfeinkommen betrug 16.719 USD. 16,80 % der Bevölkerung und 12,00 % der Familien lebten unterhalb der Armutsgrenze. 22,40 % davon waren unter 18 Jahre und 7,70 % waren 65 Jahre oder älter.

## Orte im County
| - Bonanza - Chiloquin | - Klamath Falls | - Malin | - Merrill |

### Nichtinkorporierte Orte und Census-designated places
- Algoma
- Altamont
- Beatty
- Bly
- Dairy
- Chemult
- Crescent
- Fairhaven
- Falcon Heights
- Fort Klamath
- Gilchrist
- Hager
- Haynesville
- Henley
- Hildebrand
- Hot Springs
- Keno
- Kirk
- Klamath Agency
- Langell Valley
- Lorella
- Malone
- Midland
- Modoc Point
- Odell Lake
- Odessa
- Olene
- Pelican City
- Pine Grove
- Rocky Point
- Sprague River
- Stewart Lenox
- Terminal City
- Worden
- Yonna

## National Register of Historic Places
Unter anderem ist die Bly Ranger Station im Fremont National Forest in das Register eingetragen.